# 박헌영 (1951년)
박헌영(朴憲永, 1951년 1월 24일 ~ 2011년 9월 6일)은 대한민국의 교육자, 대학교수이며 경제학자, 경영학자이다. 일리노이 대학교 경영학 교수와 서울대학교 경영학 초빙교수, 이화여자대학교 경영대학 학장, 경영대학원 원장 등을 역임했다.

## 생애

### 교육 활동
해군 OCS 59기로 임관하여 복무하였고 미국으로 유학을 갔다. 미국 유학 후, 미국 오하이오주립대학교대학원에서 재무학 박사학위를 받았으며 미국에서 MBA강의 활동을 하였다. 미국 일리노이 대학교의 교수로 25년간 MBA 강의를 하기도 했다. 1982년 일리노이대학교 어바나샴페인캠퍼스 경영대학 교수가 되어 2007년까지 봉직하였다. 1987년에는 일리노이대학교 어바나샴페인캠퍼스 종신교수로 추대되었다.
1987년 일리노이 대학교 종신교수로 추대되고, 1988년 서울대학교 경영대학 경영학 초빙교수로 위촉되었다. 귀국 후 이화여자대학교 교수에 임용되었고, 이화여자대학교 경영대학원 경영대학 학장 등을 지냈다. 1994년 한-미 경제학회 사무총장에 선출됐고, 1997년 오스트레일리아 머독 대학교의 초빙교수에 임용되었다. 1998년 7월부터는 매일경제의 논설위원으로 칼럼, 논설을 투고하였다.

### 2000년대 이후
1999년부터 2000년까지 한-미 재무학회 회장을 역임하고, 2004년 한국금융연수원 경영담당 자문위원에 초빙되었다.
2007년 1월 이화여자대학교 경영대학원 원장 겸 경영전문대학원 원장이 되었다. 10월 24일부터 10월 27일 서울특별시 삼성동 인터컨티넨탈 호텔에서 개최된 글로벌 HR포럼 2007 특별좌담에 참석하였다.
2007년 신영증권 사외이사에 초빙되었다. 2007년 7월부터 2009년까지는 이화여자대학교 경영전문대학원 원장이었고, 이화여자대학교 경영대학 학장을 역임했다.
이대부속 목동병원에 입원했다가 2011년 9월 6일 오후 6시 55분 사망했다.

## 학력
- 1974년 서울대학교 상과대학 경영학과 졸업(경영학학사)
- 미국 오하이오 주립대학교 대학원 재무학 박사